# Bibiro Ali Taher
Bibiro Ali Taher (N'Djamena, 24 aprile 1988) è una mezzofondista ciadiana.
Dall'età di 5 anni vive in Francia con la famiglia. Ha rappresentato il paese natale ai Giochi olimpici di Rio de Janeiro 2016, sfilando come portabandiera nella cerimonia di apertura della manifestazione.

## Palmarès
| Anno | Manifestazione  | Sede           | Evento       | Risultato  | Prestazione | Note |
| ---- | --------------- | -------------- | ------------ | ---------- | ----------- | ---- |
| 2014 | Africani        | Marrakech      | 5000 m piani | 10ª        | 20'08"53    |      |
| 2016 | Africani        | Durban         | 5000 m piani | 12ª        | 17'32"71    |      |
| 2016 | Giochi olimpici | Rio de Janeiro | 5000 m piani | Semifinale | dnf         |      |